# Batalla del río Alta
La batalla del río Alta fue un enfrentamiento de 1068 en el río Alta (hoy en el ucraniano óblast de Kiev) entre el ejército Kipchak y las fuerzas de la Rus de Kiev del gran príncipe Iziaslav I de Kiev y sus hermanos Sviatoslav de Chernígov y Vsévolod de Pereyáslavl en donde las fuerzas de la Rus de Kiev perdieron y huyeron a Kiev y Chernígov en caos. La batalla llevó a una revuelta en Kiev que depuso brevemente al gran príncipe Iziaslav. El incidente muestra el poder de la veche de Kiev y cómo el pueblo influía en la política principesca en la Rus de Kiev (particularmente en Kiev así como en Nóvgorod).

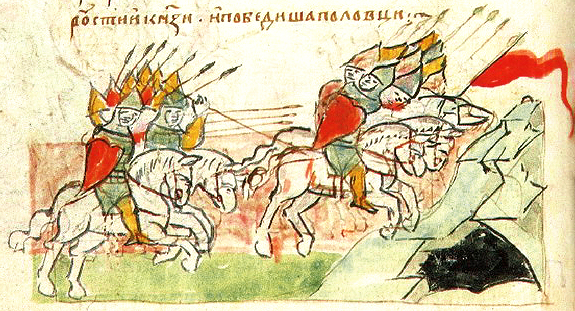
Batalla de río Alta

Los Kipcháks se mencionan por primera vez en la Crónica de Néstor como Pólovtsy cerca de 1055, cuando el príncipe Vsévolod realizó un tratado de paz con ellos. A pesar del tratado, en 1061 los Kipcháks traspasaron los terraplenes y empalizadas construidas por los príncipes Vladímir (d. 1015) y Yaroslav (d. 1054) y vencieron a un ejército liderado por el príncipe Vsévolod que había intentado interceptarlos. Luego de la infructuosa batalla del río Alta cerca de la ciudad de Pereyáslavl, Iziaslav y Vsévolod volvieron a Kiev y su falta de voluntad para armar a la población para marchar y luchar contra los invasores condujo a una revuelta en la ciudad. Por iniciativa desconocida, se convocó una veche (asamblea pública) en el mercado y la gente demandó armas para pelear contra los Kipcháks. Cuando no las recibieron, saquearon la casa del voivoda Konstantín. Los kievitas liberaron al príncipe Vseslav de Pólotsk, quien había sido aprisionado anteriormente por Iziaslav, Vsévolod e Iziaslav, y lo colocaron en el trono kievita con la esperanza de que pudiera detener a los Kipcháks. Iziaslav, por su parte, pidió asilo a su consuegro, Boleslao II de Polonia, quien le proveyó ayuda militar con la que Iziaslav volvió a Kiev el siguiente mayo (1069) y retomó el trono.
En ausencia de Iziaslav, el príncipe Sviatoslav logró derrotar a un ejército Kipchak más numeroso el 1 de noviembre de 1068 y detener la ola de redadas. Una pequeña escaramuza en 1071 fue la única perturbación causada por los Kipcháks en las siguientes dos décadas. Así, mientras que la batalla del río Alta fue una deshonra para la Rus de Kiev, la victoria de Sviatoslav del siguiente año detuvo la amenaza de los Kipcháks en Kiev y Chernígov por un período considerable.